# Giải bóng đá vô địch quốc gia Guam 2011
Giải bóng đá vô địch quốc gia Guam 2011, có tên chính thức là Giải bóng đá vô địch quốc gia Guam Budweiser vì lý do tài trợ, là giải bóng đá ở Guam.

## Bảng xếp hạng
| XH | Đội                     | Tr | T  | H | T | BT | BB | HS  | Đ  | Lên hay xuống hạng |
| -- | ----------------------- | -- | -- | - | - | -- | -- | --- | -- | ------------------ |
| 1  | Cars Plus FC (C)        | 10 | 10 | 0 | 0 | 55 | 6  | +49 | 30 |                    |
| 2  | Quality Distributors FC | 10 | 6  | 1 | 3 | 40 | 20 | +20 | 19 |                    |
| 3  | Fuji-Ichiban Espada FC  | 10 | 6  | 1 | 3 | 36 | 17 | +19 | 19 |                    |
| 4  | Guam Shipyard           | 10 | 2  | 1 | 7 | 15 | 38 | −23 | 7  |                    |
| 5  | Benjamin Moore Strykers | 10 | 2  | 1 | 7 | 22 | 45 | −23 | 7  |                    |
| 6  | Carpet Masters          | 10 | 2  | 0 | 8 | 17 | 59 | −42 | 6  |                    |